# Margarethensee
Margarethensee este o arie protejată (arie specială de conservare — SAC, sit de importanță comunitară — SCI) din Germania întinsă pe o suprafață de 19,91 ha, integral pe uscat.

## Localizare
Centrul sitului Margarethensee este situat la coordonatele 51°41′56″N 8°21′39″E / 51.6989°N 8.3608°E.

## Înființare
Situl Margarethensee a fost declarat sit de importanță comunitară în martie 2001 pentru a proteja 1 specie de plante. Situl a fost protejat și ca arie specială de conservare în iunie 2003.

## Biodiversitate
Situată în ecoregiunea atlantică, aria protejată nu include niciun habitat protejat.
La baza desemnării sitului se află o specie protejată de  plante: Apium repens.